# Crazy Kids
"Crazy Kids" é uma canção da artista musical estadunidense Kesha, contida em seu segundo álbum de estúdio Warrior (2012). Conta com a participação do cantor compatriota will.i.am. A faixa foi composta por ambos em parceria com Dr. Luke, Cirkut e Benny Blanco, dos quais ficaram a cargo da produção. O tema foi enviado para as estações de de rádio dos Estados Unidos em 29 de abril de 2013, servindo como o terceiro single do disco. No dia seguinte, a obra foi disponibilizada para a comercialização digital na iTunes Store.

## Faixas e formatos
| Download digital |                              |         |  |
| N.º              | Título                       | Duração |  |
| 1.               | "Crazy Kids" (com will.i.am) | 3:49    |  |

| Download digital de remix |                            |         |  |
| N.º                       | Título                     | Duração |  |
| 1.                        | "Crazy Kids" (com Juicy J) | 3:49    |  |

| Extended play (EP) digital de remixes |                                              |         |  |
| N.º                                   | Título                                       | Duração |  |
| 1.                                    | "Crazy Kids" (com will.i.am)                 | 3:49    |  |
| 2.                                    | "Crazy Kids" (com Juicy J)                   | 3:49    |  |
| 3.                                    | "Crazy Kids"                                 | 3:50    |  |
| 4.                                    | "Crazy Kids" (instrumental)                  | 3:48    |  |
| 5.                                    | "Crazy Kids" (com will.i.am) (vídeo musical) | 3:47    |  |

## Desempenho nas tabelas musicais

### Posições
| Tabela musical (2012-13)                   | Melhor posição |
| ------------------------------------------ | -------------- |
| Alemanha (Media Control Charts)            | 56             |
| Austrália (ARIA Charts)                    | 32             |
| Áustria (Ö3 Austria Top 40)                | 58             |
| Bélgica (Ultratip de Flandres)             | 5              |
| Bélgica (Ultratip da Valônia)              | 8              |
| Canadá (Canadian Hot 100)                  | 47             |
| Coreia do Sul (Gaon Music Chart)           | 2              |
| Escócia (The Official Charts Company)      | 22             |
| Eslováquia (IFPI Slovenská Republika)      | 32             |
| Estados Unidos (Billboard Hot 100)         | 40             |
| Estados Unidos (Hot Dance Club Songs)      | 32             |
| Estados Unidos (Pop Songs)                 | 19             |
| Irlanda (Irish Recorded Music Association) | 14             |
| Reino Unido (UK Singles Chart)             | 27             |

### Certificações
| País             | Certificação |
| ---------------- | ------------ |
| Austrália (ARIA) | Ouro         |

## Créditos
Lista-se abaixo os profissionais envolvidos na elaboração de "Crazy Kids", de acordo com o encarte do álbum Warrior:
| - Kesha: vocal principal, composição e vocais de apoio - will.i.am: vocal participante, composição - Dr. Luke: composição, produção, instrumentos, programação e vocais de apoio - Benny Blanco: composição, produção, instrumentos e programação - Cirkut: composição, produção, instrumentos, programação e vocais de apoio - Ava James: vocais de apoio - Katie Mitzell: vocais de apoio, coordenação de produção - Alexander Castillo Vasquez: vocais de apoio - Emily Wright: engenharia - Clint Gibbs: engenharia - Padraic "Padlock" Kerin: engenharia - Dustin Capulong: assistente de engenharia | - Rachel Findlen: assistente de engenharia - Ghazi Hourani: assistente de engenharia - David Levy: assistente de engenharia - Justin Merrill: assistente de engenharia - Lowell Reynolds: assistente de engenharia - Daniel Zaidenstadt: assistente de engenharia - Irene Richter: coordenação de produção - Katie Mitzell: coordenação de produção - Andrew "McMuffin" Luftman: coordenação de produção - Scott "Yarmov" Yarmovsky: coordenação de produção - Artie Smith: técnico de guitarra |

## Histórico de lançamento
| País           | Data                | Formato                               | Gravadora     |
| -------------- | ------------------- | ------------------------------------- | ------------- |
| Estados Unidos | 29 de abril de 2013 | Rádio mainstream                      | RCA           |
| Estados Unidos | 30 de abril de 2013 | Download digital                      | Kemosabe, RCA |
| Estados Unidos | 7 de maio de 2013   | Rádio rhythmic                        | Kemosabe, RCA |
| Estados Unidos | 21 de maio de 2013  | Download digital                      | Kemosabe, RCA |
| Estados Unidos | 21 de maio de 2013  | Rádio rhythmic crossover              | Kemosabe, RCA |
| Alemanha       | 14 de junho de 2013 | Extended play (EP) digital de remixes | Kemosabe      |